# Caius Asinius Pollio
Pour l’article homonyme, voir Caius Asinius Pollio (consul en 23).
Caius Asinius Pollio, connu sous le nom de « Asinius Pollion », né vers 76 av. J.-C. et décédé en 4 ap. J.-C., est un homme politique de la fin de la République romaine et du règne d'Auguste, orateur, historien et poète, membre de la gens plébéienne des Asinii.
Il sert d'abord comme lieutenant de son ami Jules César malgré ses idéaux républicains et commence son Cursus honorum pendant la guerre civile. Il se joint ensuite à Marc Antoine contre la faction sénatoriale et obtient le consulat en 40 av. J.-C. Après avoir célébré un triomphe, il se retire de la vie politique pour se consacrer à ses activités littéraires.
Il est l'ami du poète Catulle. L'historien romain Velleius Paterculus le met au nombre des esprits les plus distingués de son époque, et Valère Maxime le cite comme assez bel exemple d'une robuste vieillesse.

## Famille
Sa famille est originaire de Téate, la capitale de l'ancienne tribu italique des Marrucins. Il est lui-même un homo novus, issu des élites italiennes.
Son père se nomme probablement Cnaeus Asinius et il a pour grand-père Herius Asinius, chef marrucin qui périt lors de la guerre sociale,. Il a un frère, Cnaeus ou Herius Asinius Marrucinus.
Il épouse une Quintia, fille de Lucius Quintius, proscrit en 43 av. J.-C. Ils ont un fils, Caius Asinius Gallus, qui épousera Vipsania Agrippina, fille de Marcus Vipsanius Agrippa, et deviendra consul en 8 av. J.-C.

## Vie politique

### Partisan de César

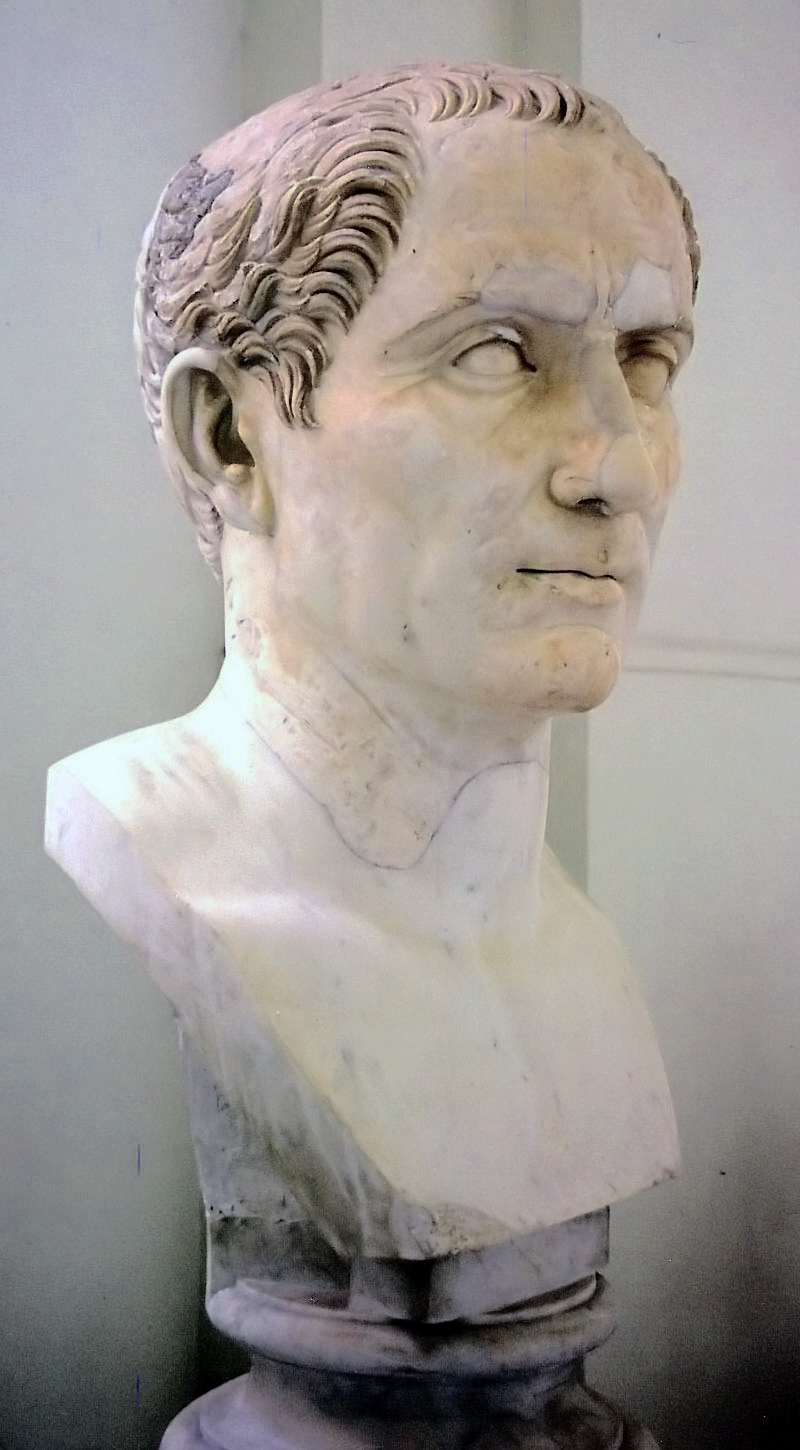
Buste de Jules César, Naples.

Il défend Publius Cornelius Lentulus Spinther lors d'un procès en 56 et accuse Caton le Jeune dans un autre procès en 54 av. J.-C., se mettant surtout à dos les maîtres de Rome et notamment Pompée.
Partisan, et ami personnel de Jules César pendant la guerre civile entre César et Pompée, il sert peut-être en Gaule en 51 av. J.-C., est présent lors du passage du Rubicon, notablement cité par Plutarque lors de la discussion précédant l'entrée en Italie. Il participe à la conquête césarienne de l'Italie. Il occupe en 49 av. J.-C. Messine avec une armée et participe à l'expédition de Curion en Sicile, afin d'assurer le ravitaillement de Rome, puis en Afrique contre les partisans de Pompée. Il échappe au massacre de Curion et de la plupart de ses troupes à la bataille de Bagradas. Il accompagne César dans ses campagnes suivantes, en Macédoine où il prend part à la bataille de Pharsale, en Afrique et en Hispanie,.
Entre-temps, en 47 av. J.-C., il est tribun de la plèbe et s'engage dans l'affaire des dettes, défendant le parti des créanciers et de Marc Antoine contre Publius Cornelius Dolabella. De nouveau à Rome à la fin 45 av. J.-C., il est préteur,. Jusqu'à l'assassinat de Jules César, il est gouverneur d'Hispanie ultérieure et affronte Sextus Pompée dans des combats inégaux, avec trois légions contre sept à son adversaire. Pollion perd au moins un affrontement puis le fils de Pompée rejoint la Sicile.
Le choix qu'il fait de suivre son ami César, plutôt que d'embrasser la cause républicaine menée par Pompée, était délicat. Il s'en justifie auprès de Cicéron des années plus tard, arguant qu'il a de puissants ennemis parmi les optimates, tels que Caton. Des historiens remettent en cause son républicanisme que beaucoup d'autres historiens modernes lui attribuent.

### Partisan d'Antoine

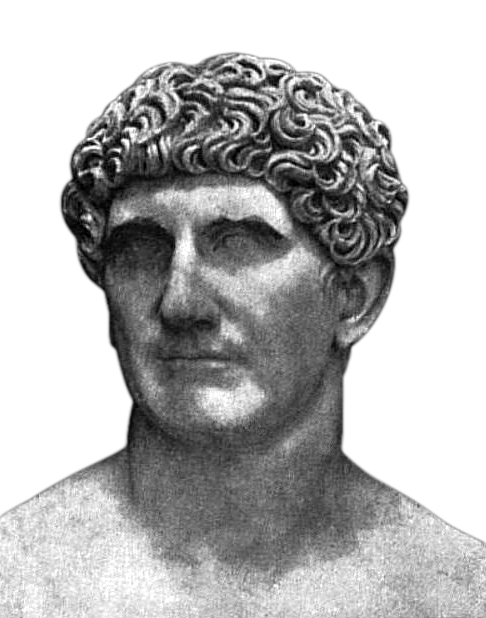
Buste de Marc Antoine, musées du Vatican.

Après la mort de César, il soutient Marc Antoine, se maintient en Vénétie avec deux légions. Il semble cependant avoir longuement hésité, mais ne recevant aucun signe du parti sénatorial, il se joint à Antoine et Lépide. Il permet aussi le ralliement de Lucius Munatius Plancus, avec qui il a pourtant des rapports détestables.
Une nouvelle fois il fait le choix de rallier un ami, Antoine, plutôt que de soutenir les meurtriers de César avec qui il a cependant de bonnes relations et avec qui il partage les convictions républicaines.
Il tire peut-être profit de la proscription de 43 av. J.-C., son beau-père Lucius Quintius et des Marrucins, rivaux probables, étant proscrits. Il défend par ailleurs Lucius Aelius Lamia (mauvais lien) en 42 av. J.-C., ancien édile césarien qui avait rejoint le camp républicain.
En 41 av. J.-C., il commande plusieurs légions en Cisalpine, dans la plaine du Pô, et empêche Octavien d'envoyer des forces en Hispanie, seul territoire qui lui est alors dédié. Il supervise l'installation des vétérans dans la plaine du Pô ce qui lui permet de défendre les intérêts d'Antoine. Pendant la guerre civile de Pérouse, il reste dans l'expectative comme les autres lieutenants d'Antoine avec qui il entretient de mauvaises relations. Après la défaite de Lucius Antonius, il obtient par ses promesses le ralliement de la flotte républicaine de Cnaeus Domitius Ahenobarbus, qui mène alors une guerre indépendante de harcèlements contre les triumvirs depuis deux années,,,. Lors des pourparlers de Brindes, Pollion représente Antoine, et, concernant la frontière de leurs sphères d'influence en Dalmatie, Pollion, en fin connaisseur de la région, permet à Antoine de se constituer de solides bases militaires. Pollion a bien défendu les intérêts d'Antoine dans la région en fixant la frontière à Scodra.
Il exerce le consulat en 40 av. J.-C. en compagnie de Cnaeus Domitius Calvinus. Durant son consulat ou en tant que gouverneur de la province de Macédoine, il fait campagne en Dalmatie et s'empare peut-être de Salone tenue par des Dalmates révoltés, à moins qu'il n'opère en Macédoine, quoi qu'il en soit ses succès lui valent le triomphe, qu'il célèbre très probablement en 39 voire en 38 av. J.-C.
Il se retire de la vie politique après son consulat et son triomphe.
Il prend part aux travaux de rénovation entrepris à Rome, en assurant la réfection entière du parvis du temple de la Liberté (l'Atrium Libertatis) grâce au butin dalmate, et en y intégrant la première bibliothèque publique, le tout sur l’Aventin,, en 38 av. J.-C. Il y expose ses collections d'art, riches de nombreuses statues grecques.

### Sous Octavien/Auguste

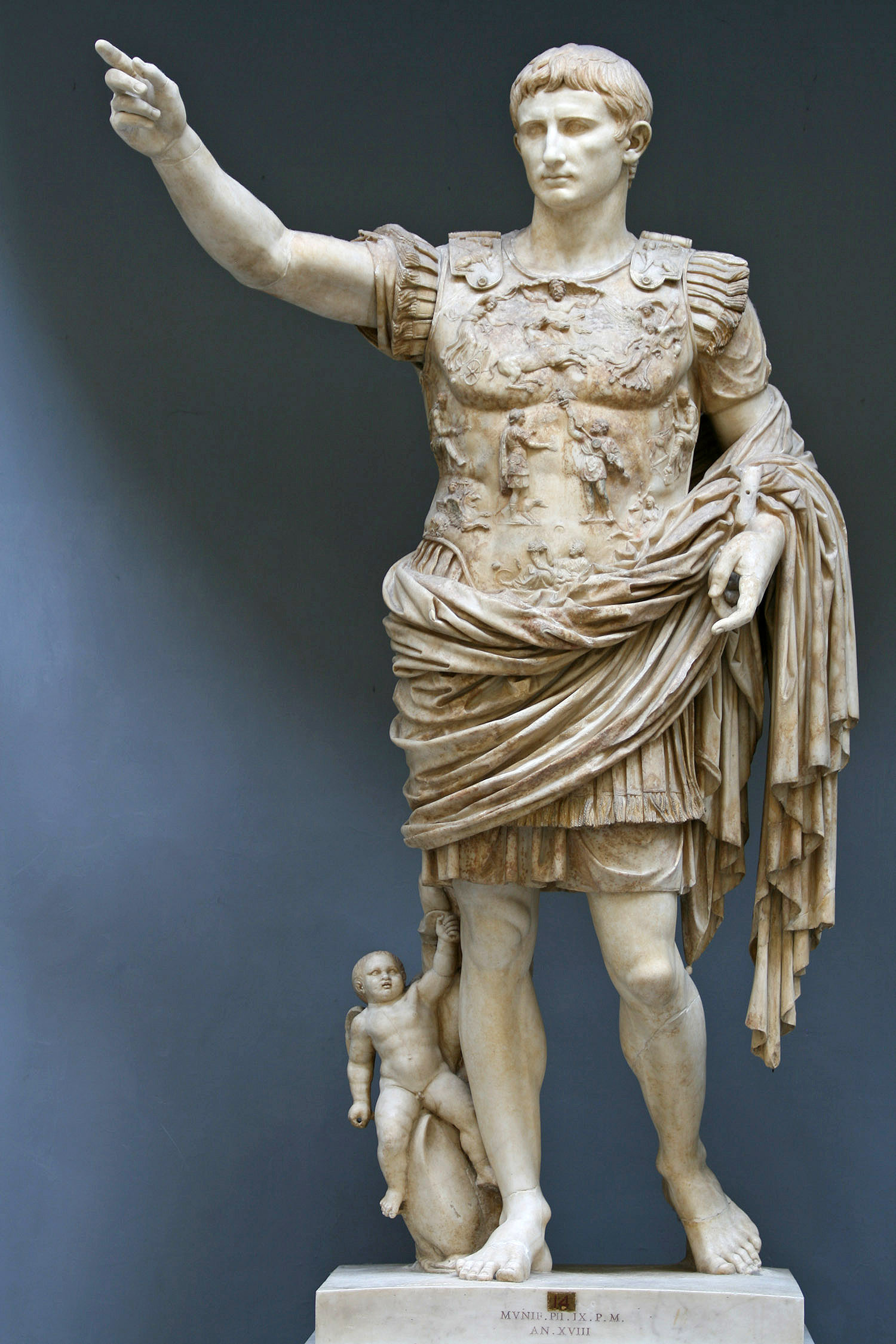
Statue d'Auguste dite de Prima Porta,, Musée Chiaramonti, Vatican, Rome.

Il abandonne le parti d'Antoine lorsque celui-ci se lie à Cléopâtre mais se déclare neutre lorsque Octave le prie de se joindre à lui avant la bataille d'Actium, en raison des services qu'il a rendus à Antoine, et des bienfaits qu'il a reçus en retour. Velleius Paterculus rapporte ainsi cet évènement :

« Ne passons pas sous silence l'acte et les paroles mémorables d'Asinius Pollion. [...] il n'a jamais vu Cléopâtre et quand l'âme d'Antoine s'est amollie dans l'amour de cette reine, il a cessé de suivre son parti. Comme César le prie de venir combattre avec lui à Actium : « Les services que j'ai rendus à Antoine sont trop grands, dit-il, et on sait trop quels bienfaits j'ai reçus de lui. Je me tiendrai donc à l'écart de votre lutte et je serai la proie du vainqueur ». »

— Velleius Paterculus, Histoire romaine, II, 86 - traduction Pierre Hainsselin et Henri Watelet
Il semble rester attaché aux institutions de la République romaine, de telle sorte que son indépendance dans ses manières et ses paroles sont proverbiales sous le Principat d'Auguste. Cela ne traduit pas une opposition au pouvoir ou un regret d'Antoine, mais simplement son esprit critique et son indépendance d'esprit.

## Vie littéraire et artistique

### Activité littéraire et oratoire

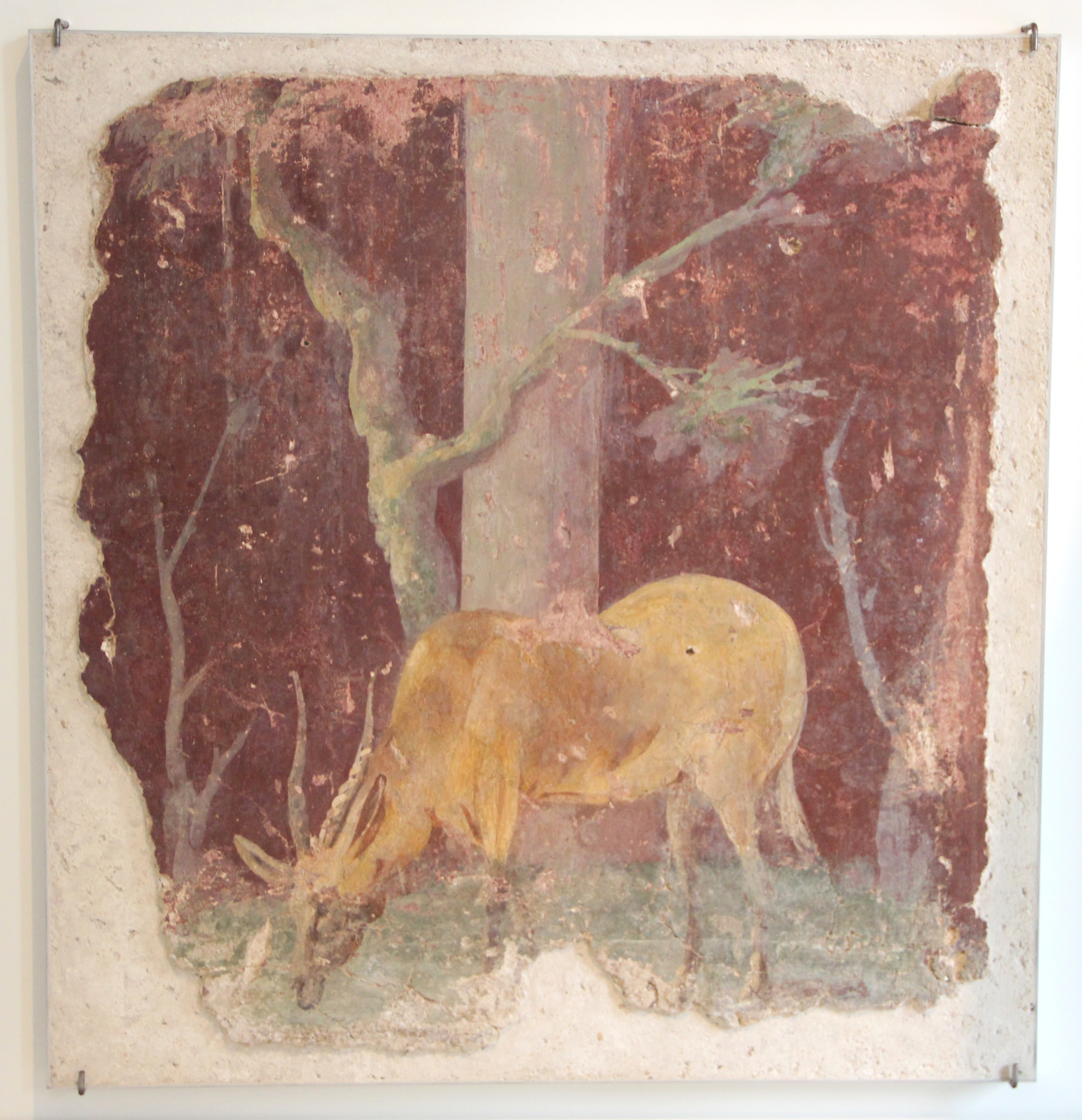
Fresque de gazelle en train de boire. Provenant de la bibliothèque d'Asinius Pollion sur l'Aventin. Musée d'art et d'histoire de Genève

Pollion se retire de la vie politique en 40 ou 39 av. J.-C. pour se consacrer à l'activité littéraire. Cet ancien ami de Catulle et membre de son cercle littéraire anime à son tour un cercle d’amateurs cultivés, protège des auteurs comme Virgile et Horace et contribue ainsi avec les cercles de Mécène et Messala Corvinus à la fertile période littéraire lors du second triumvirat et les premières années du règne d’Auguste. Virgile lui dédie une de ses Eglogues en 40 av. J.-C..
Son art oratoire et littéraire est apprécié, et Sénèque le place au niveau de Cicéron, malgré ses différences de style : « style rocailleux et sautillant, qui laisse l'oreille au dépourvu où l'on y pense le moins. Cicéron n'a que d'heureuses désinences ; chez Pollion tout est cascade, sauf quelques phrases bien rares sorties d'un moule convenu et d'une structure uniforme ».
Suétone rapporte qu'Asinius Pollion se lie d’amitié avec le célèbre grammairien Ateius Praetextatus, qui lui suggère d’écrire une histoire abrégée de Rome.
Pollion fait connaitre les œuvres par la recitatio, lecture publique, divertissement nouveau qu'il met à la mode.
Ses œuvres comptent une Histoire de la guerre civile en 17 livres, des tragédies, un livre contre Salluste, et sont toutes perdues pour la postérité (des fragments subsistent, notamment par l'intermédiaire de Cicéron avec qui il correspond). Il est cependant une des principales sources de l'historiographie postérieure.

### Ses écrits historiques
Son histoire retrace la vision d'un républicain pessimiste sur les événements de la guerre civile. Il semble avoir commencé sa narration au moment du premier triumvirat conclu entre Pompée, Crassus, et César, pour l'achever à la bataille de Philippes qui scelle le naufrage des institutions républicaines à Rome. Il ne traite donc pas la fin des guerres civiles, ce que Paul Petit interprète comme une attitude de prudence pour ne pas aborder une période politiquement délicate à traiter par un ancien partisan d'Antoine. Selon Emilio Gabba, l'historien postérieur Appien se serait beaucoup inspiré d'Asinius Pollion pour ses Guerres civiles, qui présentent l’action d’Antoine sous un angle moins hostile que l’historiographie purement augustéenne
Cette histoire comporte plusieurs livres, car Valère Maxime en cite le troisième livre, à propos d'un prince Arganthonius de Gadès qui aurait vécu 130 ans et régné 80 ans.
Tacite souligne son objectivité : « Les œuvres d'Asinius Pollion aussi nous transmettent d'eux (Note : les adversaires de César, duquel Pollion est partisan) un souvenir d'exception ». Suétone le cite comme source pour sa vie de César. Plutarque se base sur son histoire pour le bilan de la bataille de Pharsale.

### Ses critiques littéraires
Pollion formule des critiques à l'égard des historiens romains dont il est contemporain, l'historien de la littérature latine Albert Paul le qualifie même de « détracteur de toutes les gloires ».
Ainsi Suétone rapporte dans la vie de César le jugement sévère de Pollion sur l'exactitude des Commentaires rédigés par Jules César (cf l'article Commentaires sur la Guerre civile). Pollion condamne aussi le style de l'historien Salluste et ses archaïsmes de langage. Aulu-Gelle prend la défense de Salluste, et réfute des arguments d’Asinius Pollion, comme le reproche d’avoir utilisé transgressus pour transfretatio pour parler d’une troupe traversant un détroit.
Pollion critique plus encore les manières très rhétoriques - selon lui - de la narration de Tite-Live. Selon Albert Paul, « l'accusation de patavinité dirigée contre lui par Asinius Pollion, on se demande encore aujourd'hui ce qu'elle signifie. Suivant les uns, elle fait allusion à la partialité de Tite-Live pour les Padouans, ou bien à son pompéianisme ; suivant d'autres, ce serait un défaut de style, des taches de provincialisme. Avouons humblement que la patavinité de Tite-Live nous échappe, ou ayons le courage de déclarer avec M. Daunou qu'Asinius Pollion n'a dit qu'une sottise : on sait d'ailleurs, ajoute-t-il, qu'il en a débité beaucoup d'autres ».
Selon Pline l'Ancien, Pollion prépare des discours contre Lucius Munatius Plancus, qu'il compte faire publier après la mort de Plancus pour que celui-ci ne puisse répondre. Mis au courant du projet, Plancus aurait rétorqué « Il n'y a que les vers qui fassent la guerre aux morts ».

#### Sources anciennes
Concernant son ouvrage historique :
- Sénèque le Rhéteur, Suasoriae à Cicéron.

Les auteurs anciens qui se sont inspirés de son œuvre :
- Appien, Guerres civiles, livre I.